# علی العمری

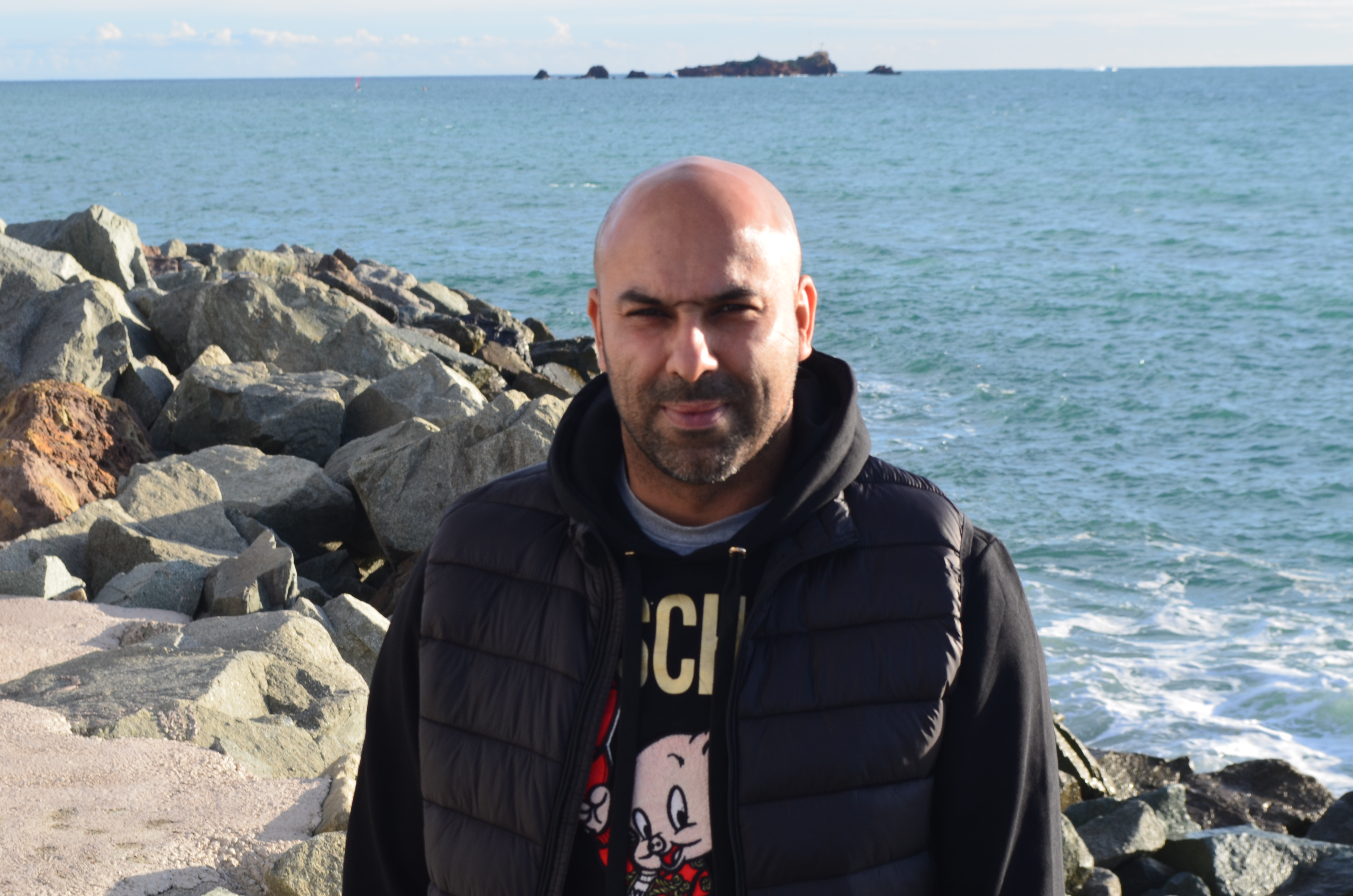
علی العمری در سال ۲۰۲۰

علی العمری (عربی: علي العمري؛ زادهٔ ۲۷ ژوئن ۱۹۷۸) بازیکن فوتبال اهل مراکش بود.
از باشگاه‌هایی که در آن بازی کرده‌است می‌توان به باشگاه فوتبال بوآویستا، باشگاه فوتبال نئا سالامیس فاماگوستا، باشگاه فوتبال ژیل ویسنته، باشگاه فوتبال المپیک لیون، باشگاه ورزشی ماریتیمو، و باشگاه فوتبال بیرامار اشاره کرد.
وی همچنین در تیم ملی فوتبال مراکش بازی کرده‌است.